# Brovallssjön
Brovallssjön är en sjö i Brovallen i Avesta kommun i Dalarna och ingår i Dalälvens huvudavrinningsområde. Sjön har en area på 0,047 kvadratkilometer och ligger 93 meter över havet.

## Delavrinningsområde
Brovallssjön ingår i det delavrinningsområde (666523-152854) som SMHI kallar för Mynnar i Dalälvens vattendragsyta. Medelhöjden är 97 meter över havet och ytan är 6,71 kvadratkilometer. Det finns ett avrinningsområde uppströms, och räknas det in blir den ackumulerade arean 20,03 kvadratkilometer. Vattendraget som avvattnar avrinningsområdet har biflödesordning 2, vilket innebär att vattnet flödar genom totalt 2 vattendrag innan det når havet efter 113 kilometer. Avrinningsområdet består mestadels av skog (56 procent) och jordbruk (29 procent). Avrinningsområdet har 0,02 kvadratkilometer vattenytor vilket ger det en sjöprocent på 0,3 procent.